# Tachinger See
Der Tachinger See (bis vor 200 Jahren meist Tachensee genannt) ist ein See im östlichen Landkreis Traunstein im Rupertiwinkel, der knapp vier Kilometer lang und einen Kilometer breit ist. Im allgemeinen Sprachgebrauch wird er mit dem südlich sich anschließenden Waginger See unter diesem subsumiert. Amtlicherseits ist die Zuordnung unterschiedlich.

## Etymologie
Seinen Namen erhielt der Tachinger See vom heutigen Luftkurort Taching am See.

## Geographie

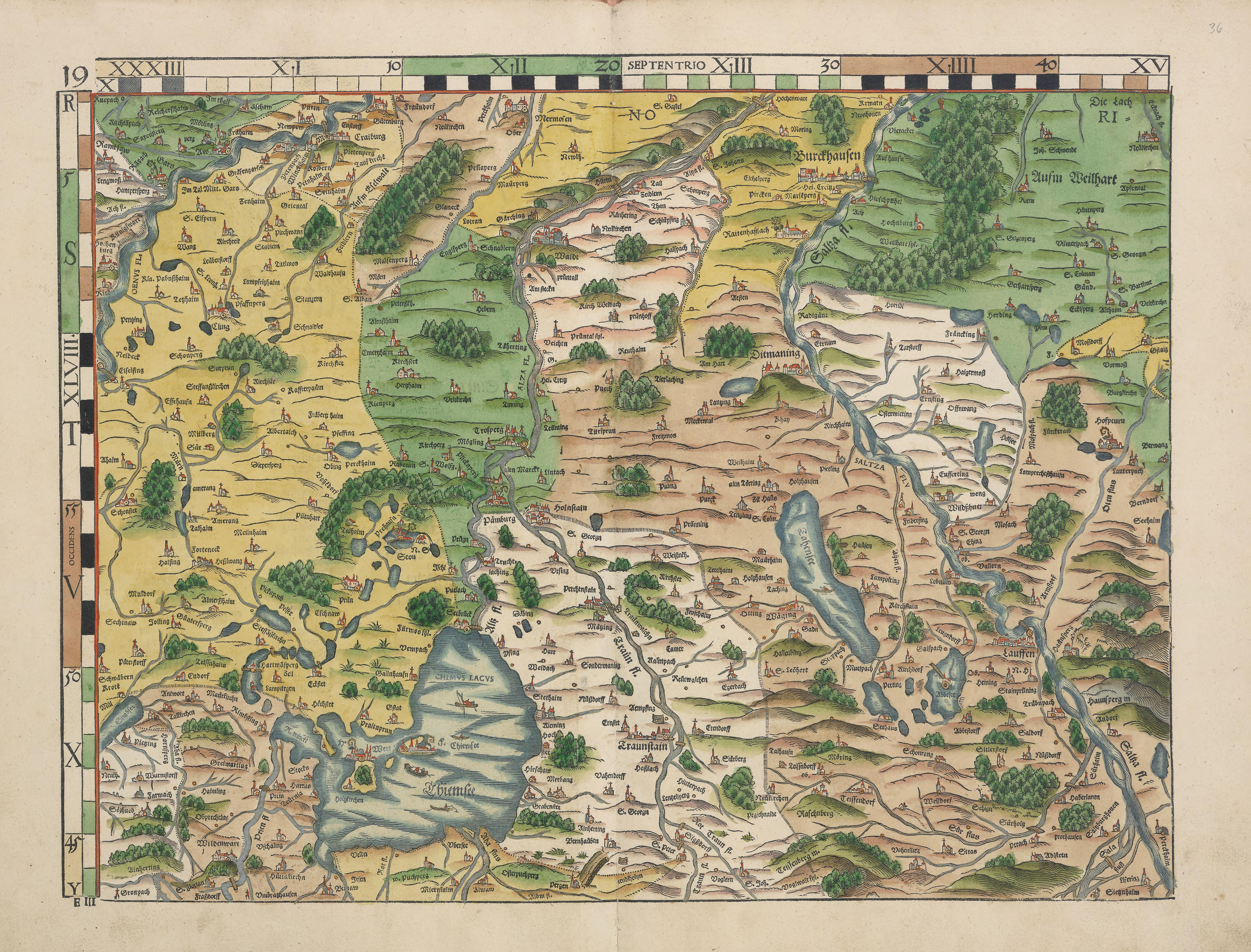
Philipp Apians Landtafel 19 (1568): Der Tahensee ohne sichtbare Einschnürung zwischen Waginger und Tachinger See

Zusammen mit dem sich im Süden anschließenden Waginger See ist der See bogenförmig eingebettet in mit Feldern und Wiesen überzogene Hügel. Der im Osten von einem teilweise bewaldeten Steilufer begrenzte Tachinger See ist von dem südlich gelegenen Waginger See nur durch eine bei Tettenhausen überbrückte Einschnürung getrennt. Diese Engstelle wird durch eine Halbinsel gebildet, die von Westen in den See reicht und die auf alten Karten als Auerzipfel verzeichnet ist (nach dem nahe gelegenen Einödhof Au bzw. früher Auerbauer). Sie wurde im 19. Jahrhundert durch Seeabsenkung (mittels Verlegung und Tieferlegung des Abflusses) bzw. Aufschüttung vom Osten her so weit verengt (von rund 155 auf 20 Meter), dass der Bau einer Brücke ermöglicht wurde. Über die Brücke führt die Kreisstraße TS 26, bzw. die Hauptstraße der Gemeinde Waging, die ab Ostufer (Ortsteil Tettenhausen) örtlich Hauptstraße genannt wird. Im Sprachgebrauch werden heute beide Seen zum „Waginger See“ zusammengefasst, wenn auch die Naturräume sich, bedingt durch die Engstelle, z. B. in der Durchschnittstemperatur unterscheiden. Auf Philipp Apians Landtafel von 1568 ist der Tahensee (dort Bezeichnung für den Tachinger See und den Waginger See) noch ohne markante Einschnürung eingezeichnet.
Die Seen gehören mit einer Wassertemperatur von bis zu 27 °C im Sommer zu den wärmsten Seen Bayerns. Trotzdem können sie in strengen Wintern zufrieren; bis in die 1960er Jahre war das fast alljährlich der Fall. Der Tachinger See friert dabei wegen der niedrigeren Durchschnittstemperatur und wohl auch wegen geringerer Strömungen einige Tage früher zu als der Waginger See.

### Gemeinden
Zusammen mit dem Waginger See bildet der Tachinger See das gemeindefreie Gebiet Waginger See. Eines von zwei gemeindefreien Gebieten des Landkreises Traunstein, das andere ist das gemeindefreie Gebiet Chiemsee. Wie im allgemeinen Sprachgebrauch für den See, schließt der Name des gemeindefreien Gebietes Waginger See auch den Tachinger See mit ein.
Zwei Gemeinden grenzen am Ufer an den Tachinger See: Taching am See im Westen und Norden (dort Ortsteil Tengling), sowie Waging am See im Osten (nur mit seinem Ortsteil Tettenhausen).

### Geomorphologie
Wie so viele Alpenrandseen wurde durch Gletscher der letzten Eiszeit das Landschaftsprofil so geformt, dass Waginger und Tachinger See entstehen konnten. Von einem ehemals ausgedehnten Seengebiet der nahen Umgegend, dessen Wasserspiegel um ca. 20 m höher als heute lag, blieben neben dem Abtsdorfer See, dem langsam verlandenden Weidsee und dem schon in historischer Zeit verlandeten Schönramer Filz, beide südlich von Petting gelegen, im Rupertiwinkel nur der Tachinger See und Waginger See übrig.

### Hydrologie
Der See wird von mehreren Bächen gespeist und entwässert über den Waginger See. Die wichtigsten Zuflüsse sind der Tenglinger Bach im Norden und der Tachinger Mühlbach im Westen. Die übrigen Zuflüsse, meist im Westen, sind unbenannt. Im Osten gibt es keine nennenswerten Zuflüsse. Der Abfluss erfolgt im Süden durch die Engstelle bei Tettenhausen in den Waginger See.

## Seeschwankungen

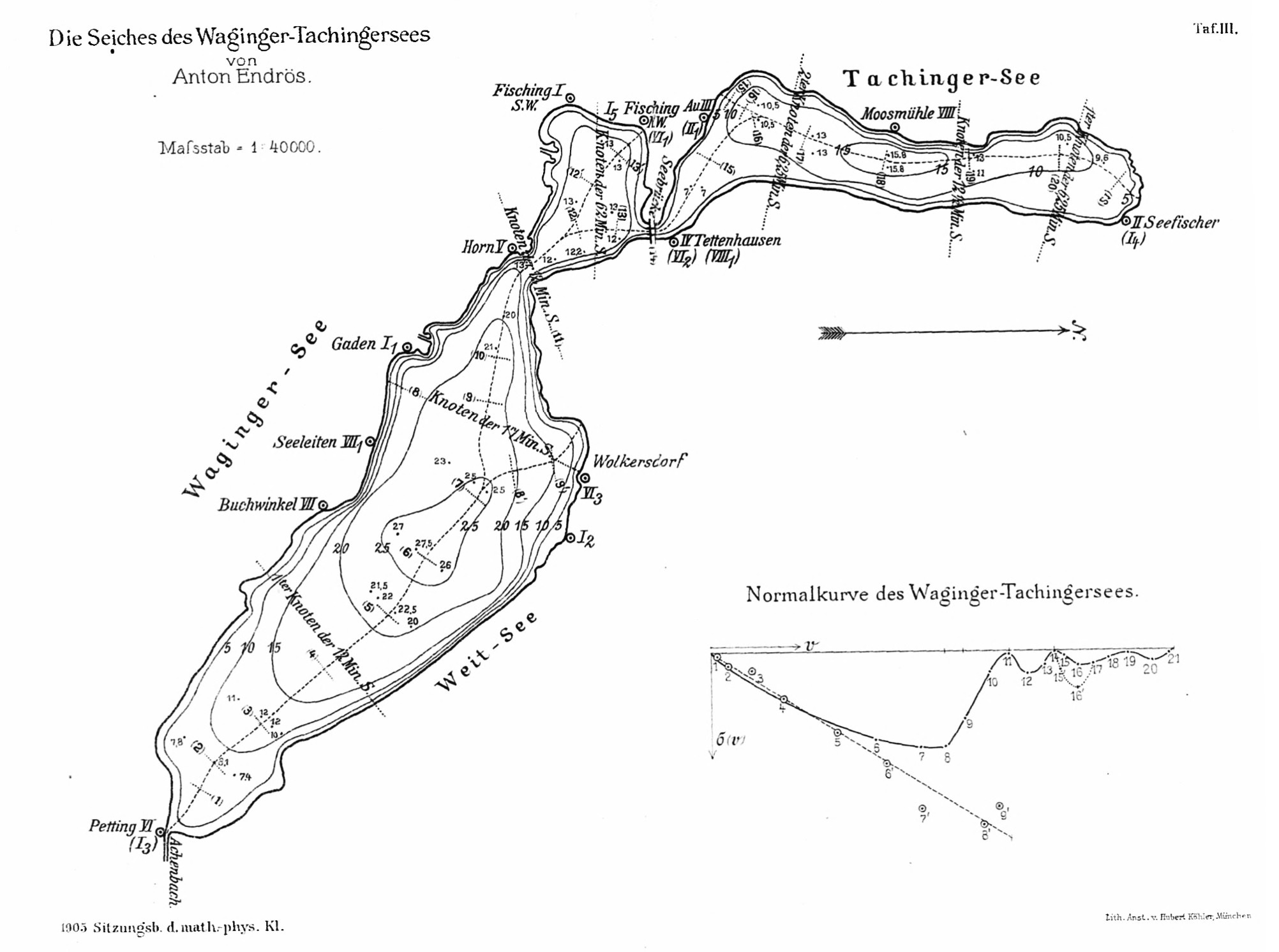
Tiefenkarte des Waginger-Tachinger Sees mit Knoten div. Seeschwankungen (1905)

Anton Endrös untersuchte 1905 die Seeschwankungen des Waginger See und des Tachinger See. Er fand dabei über 10 Schwingungen unterschiedlicher Dauer. Die größte Schwankung betrug 75 mm, wobei meist die doppelte Amplitude unter 18 mm blieb. Die längste uninodale Längsschwingung erstreckt sich über beide Seen und weist eine mittlere Dauer von 62 Minute auf, wobei der Knoten zwischen beiden Seeeinschnürungen liegt. Der Tachinger See weiste eine eigene uninodale Längsschwingung von ca. 13 Minuten mittlerer Dauer sowie eine binodale Schwingung mit ca. 6 Minuten auf. Gefunden wurden auch mehrknotige Schwingungen, alle unter 10 Minuten.